# Green (rivière du Kentucky)
Pour les articles homonymes, voir Green River.
La rivière Green (en anglais : Green River) est une rivière des États-Unis dans l'État du Kentucky et un affluent de la rivière Ohio, donc un sous-affluent du Mississippi. 

## Étymologie
La rivière tire son nom de sa couleur verte due à la profondeur d'eau.

## Géographie

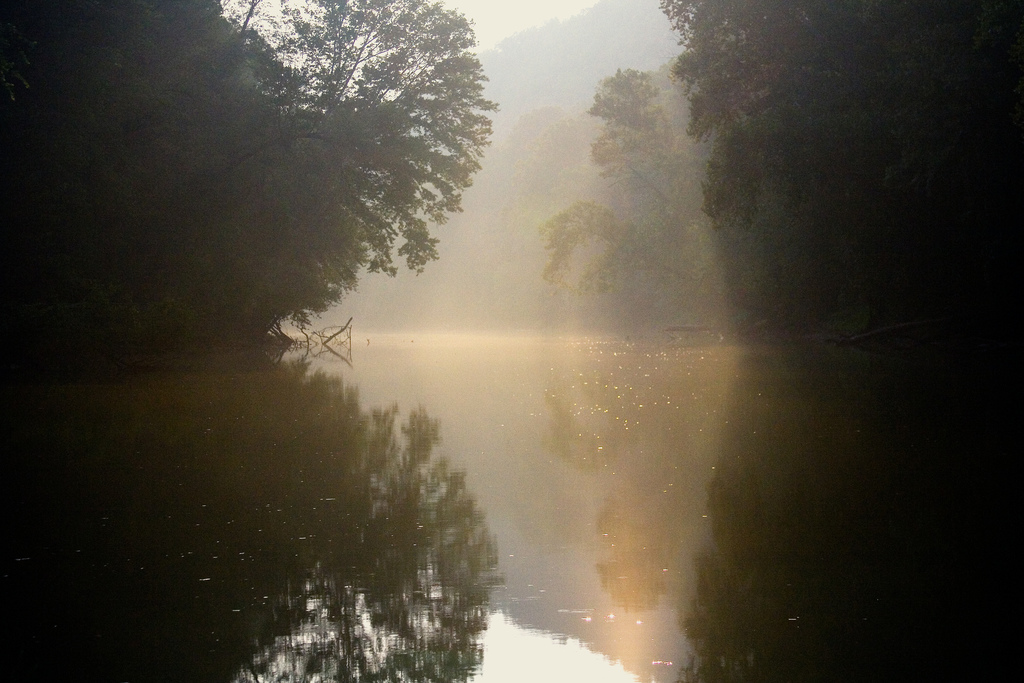
Green River (2006) près du Parc national de Mammoth Cave.

La rivière Green prend sa source dans le comté de Lincoln, dans l'État du Kentucky. La rivière est alimentée par ses affluents : la Nolin, la Pond et la Rough. 
La Green s'écoule au sein du parc national de Mammoth Cave. Elle draine le terrain de la grotte et contrôle le niveau d'inondation du système de Mammoth Cave. La construction, en 1906, d'un barrage haut de 2,7 m, à Brownsville, a provoqué une élévation de 1,8 m du niveau de l'eau dans certaines parties du système, par rapport à sa valeur naturelle.
Longue de près de 483 kilomètres, la rivière Green est une importante artère de transport pour l'industrie du charbon. Elle est ouverte à la circulation jusqu'à la troisième écluse (au kilomètre 174). Autrefois, le plus gros comté producteur de charbon du pays, le comté de Muhlenberg utilise encore l'accès à la rivière, tout comme le fait l'industrie de l'aluminium dans le comté de Henderson. En 2002, plus de 10 millions de tonnes de matériaux, principalement du lignite, du coke de pétrole et du minerai d'aluminium, ont circulé sur la rivière.

## Histoire
Après la guerre d'indépendance, de nombreux anciens combattants ont réclamé l'octroi de concessions le long de la rivière Green, en paiement de leur solde. La vallée a, par la suite, attiré un grand nombre de personnes apathiques qui lui ont valu le surnom douteux de « refuge à fripouilles ». 
La rivière Green n'a été canalisée qu'en 1842, avec la construction d'une série d'écluses et de barrages permettant la navigation jusqu'à la ville de Bowling Green. Au total, quatre écluses ont été construites sur la Green et une autre sur la Barren, l'un de ses affluents qui traverse Bowling Green. En 1901, deux écluses supplémentaires ont été mises en service sur la Green, permettant le trafic fluvial jusqu'à la grotte du Mammouth (grotte principale du parc national de Mammoth Cave créé en 1941). En 1950, les deux écluses en amont furent fermées et, en 1965, l'écluse no 4 de Woodbury, qui servait de barrage pour la Green et la Barren, tomba en panne.
En 1969, le corps du génie de l'armée des États-Unis confisqua de nombreux terrains autour de la rivière pour créer le lac de la rivière Green, s'étendant sur plus de 33 000 hectares. Ce lac constitue l'élément principal du parc d'État de la rivière Green. Il existe toujours une tribu amérindienne vivant sur les berges de la rivière : la nation Cherokee du sud. Cette nation a officiellement été reconnue comme une tribu amérindienne par le gouverneur John Y. Brown, en 1893, et vit toujours à Henderson.